# Płaskocin
Płaskocin – wieś w Polsce położona w województwie łódzkim, w powiecie łowickim, w gminie Kocierzew Południowy.
Wieś duchowna Płaskocino położona była w drugiej połowie XVI wieku w powiecie gąbińskim ziemi gostynińskiej województwa rawskiego. Płaskocin był wsią klucza kompińskiego arcybiskupów gnieźnieńskich, od 1777 roku wieś kapituły kolegiaty łowickiej. W latach 1975–1998 miejscowość administracyjnie należała do województwa skierniewickiego.
Wieś Płaskocin została założona przez arcybiskupa gnieźnieńskiego Jarosława Bogorię Skotnickiego 13 czerwca 1360 r. w miejscu dawnego lasu o nazwie Lutoradz (Lutoracz). Przywilej lokacyjny na prawie średzkim został podpisany w Łęczycy przez członków kapituły gnieźnieńskiej, a następnie odnowiony 10 czerwca 1529 r. w Uniejowie przez arcybiskupa Jana Łaskiego.
Na przełomie XVII i XVIII wieku z niewyjaśnionych przyczyn doszło do załamania osadnictwa we wsi; z 21 domów stwierdzonych w 1641 r. w księgach inwentarzowych prowadzonych przez arcybiskupów gnieźnieńskich pozostały w 1739 r. zaledwie 3.
Płaskocin, podobnie do wielu okolicznych miejscowości, posiada układ przestrzenny rzędówki z zabudową mieszkalną i gospodarczą po północnej stronie drogi i prostopadłymi do niej pasami pól oraz sadów. Przebiegająca przez całą wieś droga gminna prowadzi w kierunku zachodnim do miejscowości Łaguszew i drogi Łowicz-Kocierzew Południowy, natomiast w kierunku wschodnim – do miejscowości Sromów, w której znajduje się Muzeum Ludowe Rodziny Brzozowskich.
W miejscowości znajduje się sklep z artykułami spożywczo-przemysłowymi, jednostka Ochotniczej Straży Pożarnej powstała w 1918 r. oraz ujęcie wody podziemnej z utworów czwartorzędowych kat."B" (wraz ze stacją uzdatniania) zasilające gminny wodociąg.